# Miszla, Tolna
Miszla  este un sat în districtul Tamás, județul Tolna, Ungaria, având o populație de 304 locuitori (2011). 

## Demografie
Componența etnică a satului Miszla
     Maghiari (98,89%)
     Germani (1,11%)
Componența confesională a satului Miszla
     Reformați (34,87%)
     Fără religie (6,91%)
     Luterani (1,97%)
     Necunoscută (55,26%)
     Atei (0,99%)
Conform recensământului din 2011, satul Miszla avea 304 locuitori. Din punct de vedere etnic, majoritatea locuitorilor (98,89%) erau maghiari, cu o minoritate de germani (1,11%). Nu există o religie majoritară, locuitorii fiind reformați (34,87%), persoane fără religie (6,91%) și luterani (1,97%). Pentru 55,26% din locuitori nu este cunoscută apartenența confesională.